# Tybjerg Herred
Tybjerg Herred var et herred i Præstø Amt. Herredet hørte oprindeligt under Vordingborg Len der i 1662 blev ændret til Vordingborg Amt , indtil det i 1803 (i henhold til reformen i 1793) blev en del af Præstø Amt.
I herredet ligger købstaden Næstved og følgende sogne:
- Aversi Sogn
- Bavelse Sogn
- Fensmark Sogn
- Glumsø Sogn
- Herlufmagle Sogn
- Næsby Sogn
- Rislev Sogn
- Sandby Sogn
- Sankt Jørgens Sogn
- Sankt Mortens Sogn
- Sankt Peders Sogn
- Skelby Sogn
- Tybjerg Sogn
- Tyvelse Sogn
- Vester Egede Sogn
- Vrangstrup Sogn